# Stephen Liddle
Stephen Taylor Liddle (geboren in Sunderland im Nordosten Englands) ist ein britischer Chemiker und Hochschullehrer an der Universität Manchester. Sein Spezialgebiet ist die anorganische Chemie, außerdem ist er ebendort Vizedirektor am Forschungszentrum für Radiochemie.

## Werdegang
Liddle erwarb seinen B.Sc. im Jahr 1997 und promovierte im Jahr 2000 an der Universität Newcastle. Im Anschluss daran folgten Postdoctoral Fellowships an verschiedenen Universitäten, bevor er 2007 als Dozent auf Zeit an die Universität Nottingham berufen wurde.
Im Jahr 2013 erhielt er einen eigenen Lehrstuhl, nachdem er vorher im Jahr 2010 als außerordentlicher Professor und Lecturer tätig war. Im Jahr 2015 erhielt er einen Ruf auf den Lehrstuhl in Manchester.
Im Jahr 2012 wurde Liddle zum Fellow of the Royal Society of Chemistry gewählt und ist seit 2012 Vizepräsident des Exekutivkomitees der European Rare Earth and Actinide Society. Neben weiteren Tätigkeiten war er Teil des Teams von Periodic Table of Videos, welches im Jahr 2008 mit dem IChemE Petronas award for excellence in education and training ausgezeichnet wurde. 2022 wurde Liddle in die Royal Society of Edinburgh gewählt, 2025 wurde er Mitglied der Academia Europaea.
Für seine Forschungstätigkeit erhielt Liddle zahlreiche Auszeichnungen.

## Publikationen (Auswahl)
- P. Cobb, D. Moulding, F. Ortu, S. Randall, A. Wooles, L. Natrajan, S. Liddle: Uranyl-Tri-bis(silyl)amide Alkali Metal Contact- and Separated-Ion-Pair Complexes. In: Inorganic Chemistry. Band 57, Nr. 11, Juni 2018, S. 6571–6583.
- L. Doyle, A. Wooles, L. C. Jenkins, F. Tuna, E. Mcinnes, S. Liddle: Catalytic Dinitrogen Reduction to Ammonia at a Triamidoamine-Titanium Complex. In: Angewandte Chemie – International Edition. Band 57, Nr. 21, Mai 2018, S. 6314–6318.